# Edward Leeson
Edward Nugent Leeson (9 octobre 1835 - 30 mai 1890), est un pair anglo-irlandais.

## Biographie
Il est le deuxième fils de Joseph Leeson (4e comte de Milltown) et de sa femme Barbara, douairière Lady Caste Coote, fille de Sir Joshua Colles Meredyth, 8e baronnet.
Formé au Trinity College de Dublin, il est admis au barreau de l'Inner Temple en 1862. À la mort de son frère aîné Joseph Leeson, 5e comte de Milltown en 1871, il accède à la pairie de sa famille puis est élu le 23 août 1881 comme pair représentant irlandais, lui permettant de siéger à la Chambre des lords.
Lord-lieutenant de Wicklow à partir du 14 juin 1887  en 1889, Lord Milltown devient commissaire honoraire à la folie et est également nommé chevalier de Saint-Patrick le 7 février 1890, peu de temps avant sa mort.
Il épouse en 1871 Lady Geraldine Stanhope, fille de Leicester Stanhope (5e comte de Harrington), mais n'a pas de descendance.
À sa mort, le titre passe à son frère Henry Leeson qui meurt un an plus tard et le titre tomba en sommeil (en attendant toute réclamation des descendants de Robert Leeson).